# Andrei Lavrov
Andrey Ivanovich Lavrov (em russo:  Андрей Иванович Лавров; Krasnodar, 26 de março de 1962) é um antigo handebolista russo, que atuava como goleiro.
É o único atleta no mundo a conquistar medalha de ouro olímpica por três bandeiras diferentes, representando a União Soviética em 1988, a Equipe Unificada em 1992 e a Rússia em 2000. Quatro anos mais tarde, aos 42 anos de idade, ganhou sua quarta medalha olímpica, outro feito único para um jogador de handebol, quando a seleção russa conquistou a medalha de bronze nos Jogos Olímpicos de Atenas 2004.

## Conquistas

### Individuais
- Eleito cinco vezes para o "All-Star Team";
- 1998 – Melhor jogador russo do século;
- 1999 – 3º lugar na eleição de "Melhor Jogador do Século" pela IHF;
- 2000 – 2º lugar na eleição de "Jogador do Ano" pela IHF.

### Seleções nacionais

#### Olimpíadas
- 1988 - Campeão olímpico defendendo a  União Soviética;
- 1992 - Campeão olimpico defendendo a  Equipa Unificada;
- 2000 - Campeão olímpico defendendo a  Rússia;
- 2004 - Medalha de bronze defendendo a  Rússia.

#### Campeonatos Mundiais
- 1990 - Vice-campeão na Tchecoslováquia;
- 1993 - Campeão mundial na Suécia;
- 1997 - Campeão mundial no Japão;
- 1999 - Vice-campeão mundial no Egito.

#### Campeonatos Europeus
- 1994 - Vice-campeão em Portugal;
- 1996 - Campeão na Espanha.